# WSDMA
WSDMA (Wideband Space Division Multiple Access) – metoda dostępu do kanału o dużej szerokości pasma, opracowana dla systemów wielonadajnikowych, takich jak aktywne szyki antenowe. Systemy oparte na WSDMA mogą określać kąt przybycia sygnału (Angle of Arrival AoA), aby móc przestrzennie podzielić sektor komórkowy na sub-sektory. Taka świadomość przestrzenna zapewnia informacje potrzebne do zmaksymalizowania budżetu łącza CINR (Carrier to Interference+Noise Ratio) za pomocą zestawu procedur przetwarzania cyfrowego. WSDMA ułatwia elastyczne podejście do tego, jak wykonywane jest kształtowanie wiązki dla uplinku i downlinku oraz umożliwia przestrzenne filtrowanie znanych lokalizacji będących źródłem zakłóceń

## Kluczowe cechy
- Kształtowanie i sterowanie wiązką nadawczą oraz odbiorczą
- Przetwarzanie ścieżek z wielu sub-sektorów
- Przestrzenna filtracja zakłóceń
- Skanowanie aktywności sektorów

## Charakterystyka i zasada działania

### Kalibracja aktywnej anteny panelowej
Systemy aktywnych anten panelowych, składające się z planarnego szyku mikro-urządzeń radiowych i związanych z nimi elementów antenowych, są zależne od ogólnego schematu kalibracji, który pozwala na poprawienie niedopasowania sygnału w ścieżce co do fazy, amplitudy oraz opóźnienia. Ułatwia to precyzyjną kontrolę charakterystyki promieniowania wiązki downlinku oraz uplinku, a także zapobiega zniekształceniom sygnału występującym przy braku kalibracji.

### Przetwarzanie ścieżek z wielu sub-sektorów
Poprzez podzielenie sektora komórki na wiele wiązek sub-sektorowych WSDMA zapewnia sieci komórkowej sygnały przefiltrowane przestrzennie, maksymalizując budżet łącza poprzez ulepszony zysk anteny oraz minimalizowanie zakłóceń. Pozwala to użytkownikom ruchomym znajdującym się w komórce na zmniejszenie mocy nadawania w uplinku, co przyczynia się do dalszego zmniejszenia zakłóceń oraz zmniejszenia poboru mocy zarówno w stacji bazowej jak i w sprzęcie użytkownika (mniejsze zużycie baterii). Przetwarzanie wiązek sub-sektorów może zoptymalizować zmiany demograficzne użytkowników w sektorze komórki.

### Downlink WSDMA
Downlink WSDMA zapewnia zoptymalizowaną charakterystykę wiązki radiowej, zmniejszając zakłócenia w obszarach nakładania się sygnałów sąsiednich sektorów komórkowych. Długoterminowe dostrajanie statystyczne pozwala zoptymalizować układ komórek w zależności od gęstości populacji użytkowników na obszarze przestrzennym obsługiwanym przez komórkę.

## Literatura
- "Beamforming: A versatile approach to spatial filtering". engr.wisc.edu. [zarchiwizowane z tego adresu (2008-11-22)]. B. D. V. Veen and K. M. Buckley. IEEE ASSP Magazine, Apr. 1988.
- W-CDMA and cdma2000 for 3G mobile networks. M. R. Karim, M. Sarraf
- L. Lengierand R. Farrell. Amplitude and Phase Mismatch Calibration Testbed for 2x2 Tower-Top Antenna Array System. China-Ireland Conference on Information and Communications Technologies 2007.